# Emilios Riadis
Emilios Riadis (grec: Αιμίλιος Ριάδης)  (Tessalònica, 13 de maig de 1880 - Tessalònica, 17 de juliol de 1935) va ser un dels compositors més importants de l'Escola Nacional Grega i un poeta notable.

## Biografia
Era el fill gran del químic d'origen austríac Heinrich Koo i inicialment va utilitzar el pseudònim d'Emilios Ch. Eleftheriadis, que més tard va canviar a Emilios Riadis. Va néixer el 1880 a Tessalònica en una casa del carrer que avui porta el seu nom, que no es conserva. Va començar els seus estudis de piano i teoria a Tessalònica com a alumne de Dimitrios Lalas (alumne de Richard Wagner), que va completar a la Acadèmia de Belles Arts de Múnic de 1908 a 1910. Va estudiar forma, instrumental i fuga amb Walburnn, piano amb Mayer-Schrey i cant coral amb Becht i Stitch. Durant els següents cinc anys, va viure a París on va estudiar amb Gustave Sarpadier i Maurice Ravel. Tornant a Tessalònica, primer va ser nomenat professor de piano i després de 1918 com a vicedirector de KOTH, on va romandre fins a la seva mort. El 1923 va ser guardonat amb el Premi Nacional d'Art i Ciència.

## Riadis i el Lind
Les cançons de Riadis són obres mestres concentrades, per això sovint se l'ha comparat amb Hugo Wolf i Modest Mússorgski. Va escriure unes 200 sèries de cançons, de les quals ell mateix també n'ha escrit la lletra, de manera anecdòtica i impresa. De les anècdotes, a part de la "Dansa bíblica" i les "Cançons gregues" que tenen títols, n'hi ha 12 en la seva pròpia poesia, 6 en la poesia de Gryparis, 7 en la poesia de Valclair, 3 en la poesia d'Erentias, 3 en la poesia de P. Ronsard i 2 en poesia Paul Faure.
Riadis també va ser responsable de l'orquestració de l'himne oficial d'Aris Thessaloniki, del qual va ser partidari.

## Treballs
Obres escèniques
- "Galateia",
- "The Green Road",
- "Salomé", "Ekavi",
- "Rikes with the Tsoulufi".

Música de cambra
- "Cançó de bressol en la menor",
- "Dues sonates per a violoncel i piano",
- "Dues sonates per a quatre",
- "Dos quartets de corda".

Per a orquestra
- "Apel·lació a la pau",
- "Simfonia agrícola",
- "Les tres danses romanes",
- "Elogi a Ravel",
- "Ombres de Macedònia".

Obres corals religioses
- "Santa Litúrgia de Joan Crisòstom",
- "Petita doxologia",
- "Crist ha ressuscitat",
- "Servei de Divendres Sant"

## Imprès
- "Chansonette Orientale"
- "Γιασεμιά και Μιναρέδες"
- "Ράικα"
- "Η οδαλίσκη"
- "Νανούρισμα"
- "Πέντε Μακεδονικά Τραγούδια"
- "13 Μικρές ελληνικές μελωδίες"
- "12 ελληνικά και 3 αλβανικά δημοτικά τραγούδια"
- "5 χορευτικά τραγούδια"
- "2 χορευτικά τραγούδια"
- "9 μικρά ρωμέικα τραγούδια"
- "3 μοιρολόγια"

## Col·leccions poètiques
- 1907: "Σκιαί και Όνειρα",
- 1920: "Το Πέρασμα των 2 Αγαπημένων", το "Μακεδονικόν Ημερολογίον" και "Μία Ιστορία της Μουσικής".